# Melverode
Melverode ist ein Stadtteil im Süden von Braunschweig und gehört zum Stadtbezirk 211 – Braunschweig-Süd.

## Geografie
Melverode liegt rund fünf Kilometer südlich der Braunschweiger Innenstadt. Nachbarstadtteile sind Stöckheim im Süden und der Heidberg im Osten. Die Grenze zu Stöckheim bildet der Springbach, die Grenze zum Heidberg die A 36. Im Westen schließt sich die Oker und mit ihr das Naherholungsgebiet Südsee an, im Norden wird Melverode durch die A 39 begrenzt.
Landschaftlich gehört die Melveroder Flur zu den lößbedeckten Niederterrassen und eiszeitlichen Ablagerungen im Salzdahlumer Hügelland, das mit der Aue im Börßum-Braunschweiger Okertal zum Ostbraunschweigischen Hügelland zählt. Entsprechend fruchtbar waren die Böden, die überwiegend für Siedlungszwecke überbaut worden sind.

## Geschichte

Melverode um 1899

Melverode ist älter als 1100 Jahre und wurde vermutlich in der ersten Hälfte des 9. Jahrhunderts gegründet. Die erste urkundliche Erwähnung wird auf das Jahr 1007 datiert. Der Ort wird in jener Königsurkunde des Ottonen Heinrich II als Meinoluesrode genannt. Damals vermachte Frederunde, die ledige Tochter des um Melverode reich begüterten Grafen Altmann von Ölsburg, ihr väterliches Erbe dem von ihr begründeten Kloster Steterburg. Die Geschicke des Ortes waren fortan mit dem des Konvents verbunden und es besaß zeitweilig sogar ein eigenes Nonnenkloster. Dies wurde spätestens 1268 eingerichtet, so berichten die Steterburger Annalen zu der damaligen Zeit über ein Jungfrauenchor (chorus dominarum). Das bedeutendste Bauwerk Melverodes ist die im 13. Jahrhundert erbaute St. Nicolai-Kirche, die im spätromanischen Stil vermutlich als Schiffer- und Kaufmannskirche errichtet wurde.
Melverode hatte zu Zeiten der Handelsschifffahrt einen Hafen an der zu jener Zeit noch schiffbaren Oker. Der Ort war somit eine wichtige Station für Kaufleute, Händler und Flussschiffer auf der Nord-Süd-Handelsroute, die von Erfurt über Wolfenbüttel/Braunschweig zur Ost- oder Nordsee verlief, aber auch einen Abzweig über Halberstadt nach Leipzig hatte.
Am 1. April 1934 wurde die zuvor eigenständige Gemeinde Melverode in die Stadt Braunschweig eingemeindet. Zuvor lag es innerhalb der Braunschweiger Landwehr, die mit dem Grenzgraben (heute Springbach) die südliche Gemeindegrenze bildete. Nach der Eingemeindung entstanden neue Ortsteile östlich der Leipziger Straße sowie südlich des alten Ortskerns. Die Straßen in den neu entstandenen Ortsteilen tragen bis auf wenige Ausnahmen die Namen schlesischer Orte.
Am 24. April 2013, um 2:05 Uhr nachts, fiel ein Meteorit mit einem kombinierten Gesamtgewicht (TKW, Total known weight) von 1,3 kg auf eine Hofeinfahrt an der Steinaustraße in Melverode. Fragmente des Himmelskörpers wurden einige Monate später in das örtliche Naturhistorische Museum verbracht.

## Heutige Situation
Heute hat Melverode etwa 3.700 Einwohner. Das durchschnittliche Alter der Bewohner in Melverode ist im Vergleich zu anderen Braunschweiger Stadtteilen relativ hoch, da es in Melverode aufgrund fehlender Flächen keine Neubaugebiete und relativ wenige Einfamilienhäuser gibt.

## Infrastruktur
Melverode verfügt verglichen mit den größeren Nachbarortsteilen über eine gute Infrastruktur.

### Bildung und Gesundheit
Es gibt eine Kindertagesstätte sowie eine Grundschule. Im Nordteil Melverodes befindet sich außerdem das private Krankenhaus HEH (Herzogin Elisabeth Hospital).

### Einkaufsmöglichkeiten
Die Einkaufsmöglichkeiten in Melverode waren bis Oktober 2009 relativ gering. Es gab lediglich einen Bäcker und einige andere kleine Läden, allerdings keinen Supermarkt, sodass die Bewohner Melverodes zum Einkauf in den Heidberg oder nach Stöckheim fahren mussten.
Seit Anfang Oktober 2009 gibt es jedoch auch in Melverode einen Supermarkt, dessen Eröffnung im Zuge des Umbaus des Einkaufszentrums Görlitzstraße erfolgte. In diesem Rahmen erweiterten auch viele bereits vorhandene Geschäfte ihre Ladenflächen. Somit sind nun auch viele weitere Einkaufsmöglichkeiten entstanden.

### Wirtschaft und Verkehr
Melverode ist über die Anschlussstellen BS-Melverode (eine Halbanschlussstelle, weil man nur vom und zum Autobahnkreuz BS-Süd sowie in Richtung Innenstadt fahren kann) und BS-Heidberg an die Bundesautobahn 36 angebunden. Am Autobahnkreuz Süd befindet sich das Gewerbegebiet „Alte Leipziger Straße“.
Durch den Stadtteil verkehren mehrere Linien der Braunschweiger Verkehrs-GmbH: die Straßenbahnlinie 1 Richtung Stöckheim oder Wenden sowie die Buslinien 421 (Helmstedter Straße – Wolfenbüttel-Linden) und 431 (Hauptbahnhof – Helmstedter Straße). Am Ortsrand verkehrt zudem die Straßenbahnlinie 2 Richtung Heidberg oder Siegfriedviertel.

### Kirchengemeinden
In Melverode gibt es die evangelisch-lutherische Dietrich-Bonhoeffer-Kirchengemeinde. Zu ihr gehören die Dietrich-Bonhoeffer-Gedächtniskirche (so der offizielle Name aufgrund der Kirchweihe am 1. Advent 1966) und die St.-Nikolai-Kirche. Gemeindepastor ist seit 2018 Pfarrer Detlef Gottwald. Die Kirchengemeinde ist seit Juni 2014 Teil des Pfarrverbandes Braunschweiger Süden der Propstei Braunschweig.
In der Dietrich-Bonhoeffer-Kirche (der Name, der sich im Sprachgebrauch entwickelt hat) ist seit den Bonhoefferwochen im Februar und März 2012, die die Gemeinde in Zusammenarbeit mit dem Dietrich-Bonhoeffer-Verein (dbv) organisiert hatte, eine Ausstellung zum Leben und Werk des Theologen und Widerstandskämpfers Bonhoeffer zu sehen. Diese Ausstellung wurde an der Dietrich-Bonhoeffer-Schule in Linz konzipiert, reiste durch ca. 40 europäische Städte und ist nun als Dauerausstellung in Melverode zu sehen.

### Freizeit und Vereinsleben
Es gibt mehrere Vereine im Ort. Die größten Vereine sind der SV Melverode-Heidberg, der Schützenverein Hubertus Melverode, die Freiwillige Feuerwehr und der Kulturring Melverode. Überörtlich bekannte Veranstaltungen sind der „Weihnachtsbaumweitwurf“, das Aufstellen des Maibaums und der Weihnachtsmarkt am Einkaufszentrum Görlitzstraße. In Melverode gibt es außerdem einen Abenteuerspielplatz und einen Kleingartenverein.

## Wappen
Das Wappen zeigt ein rotes Segelschiff mit drei goldenen Kugeln im Segel auf einem goldenen Schild.
Das Schiff gilt als Symbol oder Wahrzeichen des heiligen Nikolaus, dem Namensgeber der mittelalterlichen Dorfkirche. Er soll der Legende nach die Stadt Myra durch Schiffsladungen voller Korn vor dem Hungertod bewahrt haben. Das Schiff verweist auch auf den einstigen Okerhafen in Melverode. Die drei Kugeln stellen ein weiteres Attribut des heiligen Nikolaus dar, daher zieren sie das Segel. Die Farben Rot-Gelb sind an die älteren braunschweigischen Landesfarben angelehnt, sie leiten sich vom herzoglich-braunschweigischen Stammwappen ab, das zwei goldene Löwen auf rotem Feld zeigte. Das Wappen soll darüber hinaus ein „Allzeit glückliche Fahrt“ versinnbildlichen.
Arnold Rabbow hat das Wappen entworfen. Es wurde am 29. Februar 1980 vom Kulturring Melverode angenommen.